# Unforgiven (WWE)
Unforgiven è stato uno degli eventi annuali in pay-per-view organizzato dalla World Wrestling Federation/Entertainment nel mese di settembre. La prima edizione dell'evento risale al 1998 e faceva parte della serie In Your House e fu organizzata a giugno. Tra il 2003 ed il 2006 è stato un'esclusiva del roster di Raw.

## Edizioni
|  | Evento esclusivo del roster di Raw |

| Edizione        | Data              | Città         | Sede                | Main event                                                                             |
| --------------- | ----------------- | ------------- | ------------------- | -------------------------------------------------------------------------------------- |
| 1998 (Dettagli) | 26 aprile 1998    | Greensboro    | Greensboro Coliseum | Dude Love vs. Steve Austin                                                             |
| 1999 (Dettagli) | 26 settembre 1999 | Charlotte     | Charlotte Coliseum  | Big Show vs. Dwayne Johnson vs. Mankind vs. Kane vs. The British Bulldogg vs. Triple H |
| 2000 (Dettagli) | 24 settembre 2000 | Filadelfia    | Wells Fargo Center  | Chris Benoit vs. Kane vs. The Rock vs. The Undertaker                                  |
| 2001 (Dettagli) | 23 settembre 2001 | Pittsburgh    | Mellon Arena        | Kurt Angle vs. Steve Austin                                                            |
| 2002 (Dettagli) | 22 settembre 2002 | Los Angeles   | Staples Center      | Brock Lesnar vs. The Undertaker                                                        |
| 2003 (Dettagli) | 21 settembre 2003 | Hershey       | Giant Center        | Goldberg vs. Triple H                                                                  |
| 2004 (Dettagli) | 12 settembre 2004 | Portland      | Rose Garden         | Randy Orton vs. Triple H                                                               |
| 2005 (Dettagli) | 18 settembre 2005 | Oklahoma City | Ford Center         | Kurt Angle vs. John Cena                                                               |
| 2006 (Dettagli) | 18 settembre 2006 | Toronto       | Air Canada Centre   | Edge vs. John Cena                                                                     |
| 2007 (Dettagli) | 16 settembre 2007 | Memphis       | FedExForum          | Mark Henry vs. The Undertaker                                                          |
| 2008 (Dettagli) | 7 settembre 2008  | Cleveland     | Quicken Loans Arena | Batista vs. Chris Jericho vs. John "Bradshaw" Layfield vs. Kane vs. Rey Mysterio       |